# Seymour Berry (2e vicomte Camrose)
John Seymour Berry, 2e vicomte Camrose (12 juillet 1909 - 15 février 1995) est un noble britannique, homme politique et propriétaire d'un journal.

## Jeunesse
Berry est né dans le Surrey le 12 juillet 1909, le fils aîné de William Berry, plus tard premier vicomte Camrose et premier baronnet Berry de Hackwood Park et Mary Agnes Berry, née Corns. Il est le frère aîné de William Michael Berry (1911–2001).
Il fait ses études au collège d'Eton et à Christ Church, Oxford, où il a Roy Forbes Harrod comme professeur.

## Carrière
Berry est vice-président du Daily Telegraph de 1939 à 1987 et vice-président d'Amalgamated Press de 1942 à 1959.
Le 10 mars 1941, il est élu député conservateur de Hitchin lors de l'élection partielle tenue après qu'Arnold Wilson ait été tué en service actif. Il occupe son siège jusqu'en 1945, date à laquelle il est remporté par Philip Asterley Jones (travailliste).
Parallèlement, il sert dans la ville de Londres Yeomanry (Rough Riders). Il sert en Afrique du Nord et en Italie, atteint le grade de major, est mentionné dans les dépêches et reçoit la décoration territoriale (TD).
Il devient vicomte à la mort de son père le 15 juin 1954.

## Vie privée
À l'âge de soixante-seize ans, et à la suite d'une amitié discrète de plus de trente ans, Lord Camrose épouse en mars 1986 Joan Yarde-Buller, fille de John Yarde-Buller (3e baron Churston) et Jessie Yarde-Buller. Lady Camrose a déjà été mariée deux fois, d'abord à Loel Guinness, et ensuite au prince Ali Khan, fils et héritier de l'Aga Khan III. Le prince Ali est déshérité et par conséquent, le fils de Lady Camrose, Karim, devient l'Aga Khan IV. Lady Camrose est également connue sous le nom de princesse Joan et de princesse Tajudaullah.
Lord Camrose est mort à l'âge de 85 ans à Westminster, Londres, sans descendance, le 15 février 1995. La vicomté passe à son frère, William Michael Berry, qui renonce à la vicomté.